# Ferenc Csik
Ferenc Csik (hongarès: Csik Ferenc)  (Kaposvár, 12 de desembre de 1913 - Sopron, 29 de març de 1945) fou un nedador hongarès que va competir durant la dècada de 1930.
El 1936 va prendre part en els Jocs Olímpics d'Estiu de Berlín, on va disputar dues proves del programa de natació. Va guanyar la medalla d'or en els 100 metres lliures, per davant dels japonesos Masanori Yusa i Shigeo Arai, i la de bronze en els 4x200 metres lliures, formant equip amb Oszkár Abay-Nemes, Ödön Gróf i Árpad Lengyel.
En el seu palmarès també destaquen dues medalles d'or, en els 100 metres lliures i 4x200 metres lliures, al Campionat d'Europa de natació de 1934. Guanyà dinou campionats nacionals i set campionats mundials universitaris entre moltes altres victòries.
Llicenciat en medicina per la Universitat Pázmány Péter el 1937, abandonà la competició internacional, però no pas la nacional, on continuà competint fins a 1942. L'octubre de 1944 fou cridat a files on exercí de metge en diferents indrets. Un mes abans de la fi de la Segona Guerra Mundial morí en un atac aeri mentre estava atenent uns ferits a Sopron. El 1983 fou incorporat a l'International Swimming Hall of Fame.